# Kaibab, Arizona
Kaibab, Arizona (енгл. Kaibab) насељено је место без административног статуса у америчкој савезној држави Аризона.

## Демографија
По попису из 2010. године број становника је 124, што је 146 (-54,1%) становника мање него 2000. године.
| Група             | 2000.       | 2010.     |
| Белци             | 105 (38,9%) | 10 (8,1%) |
| Афроамериканци    | 0 (0,0%)    | 3 (2,4%)  |
| Азијати           | 0 (0,0%)    | 0 (0,0%)  |
| Хиспаноамериканци | 21 (7,8%)   | 8 (6,5%)  |
| Укупно            | 270         | 124       |